# Mia Van Roy
Mia Van Roy, née le 15 octobre 1944  à Turnhout, est une actrice belge d'expression néerlandaise.

## Biographie
Mia Van Roy est mariée au journaliste Piet Piryns (nl) et est la mère de Freya Piryns, femme politique et sénatrice pour le parti écologique Groen!.

### Carrière
L'actrice a joué dans nombre de téléfilms en néerlandais. Elle est connue pour avoir doublé l'actrice néerlandaise Willeke van Ammelrooy pour la copie belge de Mira de Fons Rademakers (1971). Elle a également joué en 2011 un rôle dans un épisode de Louis la Brocante (Louis chez les Flamands).

## Filmographie

### Cinéma
- 1971 : Mira : Mira (doublage en flamand de la voix de Willeke van Ammelrooy)
- 1982 : Voor de glimlach van een kind : voix / actrice
- 1991 : Elias of het gevecht met de nachtegalen : la mère
- 1992 : Minder dood dan de anderen : Nun
- 1993 : Een nieuwe toekomst
- 1997 : Palmyra
- 2007 : Pas sérieux, s'abstenir : Therése
- 2014 : Labyrinthus : la voisine
- 2016 : Achter de wolken de Cecilia Verheyden : Lut